# Heinz Vollmar
Heinz Vollmar (né le 26 avril 1936 et mort le 12 octobre 1987 à Saint-Ingbert) était un footballeur sarrois et allemand des années 1950 et 1960.

## Biographie
En tant qu'attaquant, Heinz Vollmar fut international sarrois à quatre reprises (1955-1956) pour quatre buts inscrits et international allemand à douze reprises (1956-1961) pour trois buts inscrits. Il fit partie des joueurs sélectionnés pour la Coupe du monde de football de 1962 avec la RFA, mais il ne joua aucun match. La RFA fut éliminée en quarts. 
Il joua pour deux clubs : SV St. Ingbert et 1. FC Sarrebruck. Avec le premier, il remporta l'Ehrenliga Saarland en 1955 et la deuxième division de l'Oberliga Südwest en 1957. Avec le second, il remporta l'Oberliga Südwest en 1961. Il participa même à la première saison de la Bundesliga en 1963, mais le 1. FC Sarrebruck termina dernier du championnat.

## Clubs
- 1954-1960 : SV St. Ingbert
- 1960-1965 : 1. FC Sarrebruck

## Palmarès
- Ehrenliga Saarland
  - Vainqueur en 1955
- 2. Liga Südwest
  - Vainqueur en 1957
- Oberliga Südwest 
  - Vainqueur en 1961